# برنزبول (كورنوال)
برنزبول (بالإنجليزية: Perranzabuloe)‏ هي قرية و أبرشية مدنية تقع في المملكة المتحدة في إنجلترا. يقدر عدد سكانها بـ 5,737 نسمة .